# Brec de Chambeyron
Il Brec de Chambeyron (anche indicato come Monte Chambeyron su alcune cartografie) è una montagna delle Alpi Cozie situata lungo la linea di confine tra l'Italia e la Francia. Dal versante italiano si trova al fondo della valle Maira anche se in posizione molto nascosta; dal versante francese domina la valle dell'Ubaye.

## Caratteristiche

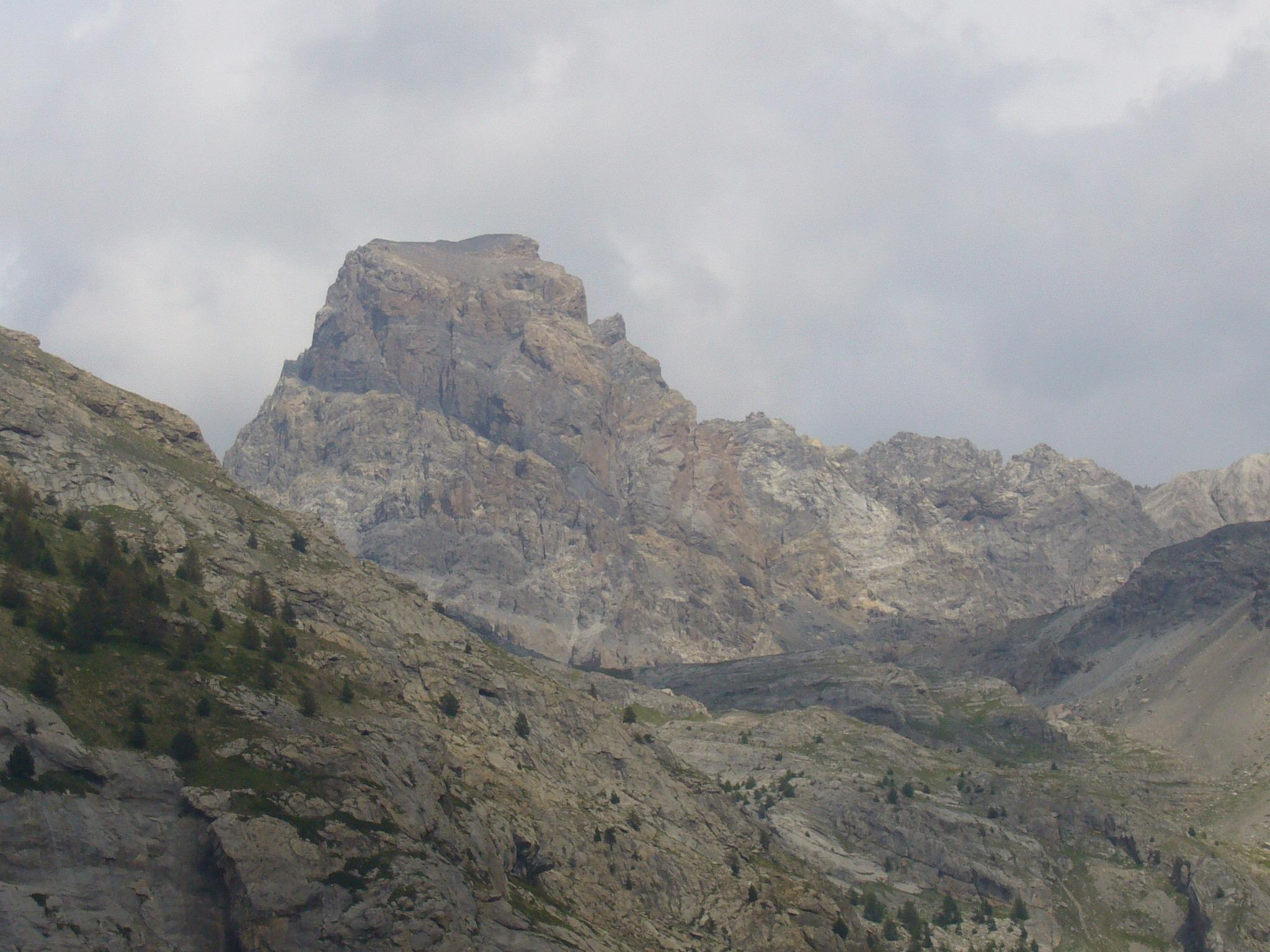

È la più elevata delle punte che si elevano sulla cresta spartiacque principale tra Francia ed Italia nel tratto che va dal Col di Nubiera al Col di Gippiera.
Si tratta di un grosso ammasso calcareo, con pareti scoscese su tutti i versanti.
Dal punto di vista geologico la montagna è inquadrata nel Complesso Brianzonese. È costituita da calcari dolomitici e dolomie, con una piccola sezione costituita da scisti carboniosi, argilliti calcaree e brecce ad elementi dolomitici; entrambe le formazioni appartengono al Triassico.

## Ascesa alla vetta
La prima ascensione fu compiuta il 20 giugno 1878 dagli alpinisti francesi Paul Agnel e Joseph Risoul.
La via normale è impegnativa, presentando difficoltà di tipo alpinistico: la via normale è classificata PD, con passi di III grado. Inoltre, una recente frana ha reso più impegnativo il passo chiave della fessura di III, che può ormai essere valutato di IV.
Dal versante italiano si può salire partendo da Chiappera, frazione di Acceglio, passando per il Bivacco Barenghi (2.820 m) che può rappresentare un punto d'appoggio.
Dal versante francese è possibile salire sulla vetta facendo tappa al Rifugio Chambeyron.

## Percorsi escursionistici
Esiste un tour du Brec de Chambeyron che si sviluppa dalla Francia, e contorna la montagna passando per il Colle di Gippiera ed il Col di Nubiera; si tratta di un itinerario anche sci-alpinistico.
Il Sentiero Roberto Cavallero passa ai piedi del versante Est del Brec de Chambeyron durante la prima e la seconda tappa.
Il Sentiero Dino Icardi pure costeggia il medesimo versante.

## Punti d'appoggio
In Italia:
- Rifugio Campo Base
- Rifugio Stroppia
- Bivacco Barenghi

In Francia:
- Rifugio Chambeyron

## Cartografia
- Cartografia ufficiale dell'Istituto Geografico Militare in scala 1:25.000 e 1:100.000, consultabile on line
- Sistema Informativo Territoriale della provincia di Cuneo, su base cartografica 1:10.000
- Istituto Geografico Centrale - Carta dei sentieri 1:50.000 n.6 "Monviso" e n.7 "Valli Maira-Grana-Stura"
- Provincia di Cuneo - Comunità montana Valle Maira: Carta dei sentieri scala 1:25.000 Valle Maira